# Liste der Monuments historiques in Escombres-et-le-Chesnois
Die Liste der Monuments historiques in Escombres-et-le-Chesnois führt die Monuments historiques in der französischen Gemeinde Escombres-et-le-Chesnois auf.

## Liste der Objekte
| Bezeichnung              | Beschreibung                          | Standort                        | Kennzeichnung | Schutzstatus | Datum | Bild |
| ------------------------ | ------------------------------------- | ------------------------------- | ------------- | ------------ | ----- | ---- |
| Skulptur Heiliger Rochus | Holz, farbig gefasst, 18. Jahrhundert | in der Kirche Notre-Dame (Lage) | PM08000182    | Classé       | 1957  |      |